# Dirección General de Atención a las Víctimas y Promoción de la Memoria Democrática
La Dirección General de Atención a las Víctimas y Promoción de la Memoria Democrática, también llamada Dirección General de Memoria Histórica o Dirección General de Memoria Democrática, fue un órgano directivo del Gobierno de España que, entre junio de 2018 y noviembre de 2024, ejecutó la política gubernamental relacionada con la memoria histórica y democrática.

## Origen
Este órgano fue creado bajo el nombre de «Dirección General de Memoria Histórica» el 29 de junio de 2018 por el primer Gobierno de Pedro Sánchez, con el objetivo de «dar el necesario impulso a las iniciativas relacionadas con la Ley por la que se reconocen y amplían derechos y se establecen medidas en favor de quienes padecieron persecución o violencia durante la guerra civil y la dictadura y proporcionar el debido apoyo institucional al cumplimiento de los objetivos contemplados en la citada ley»
El primer director general fue Fernando Martínez López, que estuvo en el cargo durante nueve meses hasta marzo de 2019, cuando renunció al cargo para concurrir a las elecciones generales de abril de 2019. De acuerdo a la disposición adicional segunda del Real Decreto 1044/2018, asumió el cargo de forma interina el subdirector general de Ayuda a las Víctimas de la Guerra Civil y de la Dictadura.
Una de las medidas que llevó a cabo la DGMH fue la exhumación del dictador Francisco Franco, que se llevó a cabo el 24 de octubre de 2019, tras meses de batallas legales en los tribunales. Ese mismo mes, el Gobierno licitó una obra para reformar una de las plantas del Departamento de Justicia para albergar al personal de la dirección general.
En enero de 2020, las funciones sobre memoria histórica fueron transferidas al Ministerio de la Presidencia, Relaciones con las Cortes y Memoria Democrática, que creó a tal efecto la Secretaría de Estado de Memoria Democrática. El 29 de enero de 2020 quedó oficialmente adscrita la Dirección General a esta Secretaría de Estado, cambiando asimismo su denominación a la de «Dirección General de Memoria Democrática». Una importante cantidad de sus funciones fueron asumidas directamente por este órgano superior.
En diciembre de 2023 se renombró como «Dirección General de Atención a las Víctimas y Promoción de la Memoria Democrática». Asimismo, pasó a estructurarse mediante dos subdirecciones generales, una de ayuda a víctimas y otra para divulgación de la memoria democrática, y mantuvo la División de Coordinación Administrativa y Relaciones Institucionales.
En noviembre de 2024, el órgano se dividió en dos nuevas direcciones generales.

## Estructura y funciones
La Dirección General para la Memoria Democrática se estructuró, en su último año, en dos órganos a través de los cuales ejerció sus funciones:
- La Subdirección General de Ayuda a las Víctimas de la Guerra y de la Dictadura, a la que le corresponde gestionar las herramientas digitales relacionadas con la memoria democrática, la coordinación del Banco Estatal de ADN, el diseño del Plan Estatal de Memoria Democrática y la gestión de las subvenciones y ayudas en este ámbito. Asimismo, en relación con lo dispuesto en la Ley de Memoria Democrática, tiene encomendada la realización de auditorías sobre bienes expoliados y la tramitación de expedientes sancionadores calificados de muy graves por dicha ley.
- La Subdirección General de Divulgación de la Memoria, a la que corresponde tramitar la obtención de declaraciones de reconocimiento y reparación personal; elaborar y supervisar las actividades de divulgación de la memoria democrática así como elaborar, actualizar y gestionar los inventarios de edificaciones y obras realizadas durante la guerra civil y la dictadura. Asimismo, tiene encomendada la labor de impulsar la creación del Centro de la Memoria Democrática.
- La División de Coordinación Administrativa y Relaciones Institucionales, a la que corresponde la confección y gestión del Registro y Censo Estatal de Víctimas, coordinar las tareas de búsqueda, localización, exhumación e identificación de desaparecidos e inhumaciones, y todo lo relacionado con las relaciones con entidades públicas y privadas, así como con la ciudadanía.

## Titulares
- Fernando Martínez López (2018-2019)[12][3]
- Diego Blázquez Martín (2020-2024)[13][14]
- Zoraida Hijosa Valdizán (2024)[15]